# 大森氏頼
大森 氏頼（おおもり うじより、生年不詳 - 明応3年8月26日（1494年9月25日））は、室町時代から戦国時代の武将。扇谷上杉家の家臣。大森氏当主。相模国小田原城城主、後に岩原城城主。
生年は不明であるが、父頼春が応永29年（1422年）に出家したとされているため、それ以前の誕生であると考えられる。初め兄の憲頼らと同じく鎌倉公方・足利持氏に仕え、永享の乱では持氏方として活躍した。
持氏敗死後も、大森氏は没落することなく勢力を維持した。しかし、享徳の乱以降は子の実頼と共に上杉方に属して活躍しており、足利義政に年来の忠節を称賛されている。一方で上洛を再三促されるなど、鎌倉公方との関係が深い大森氏と幕府との関係は不安定で、また兄憲頼とその子成頼は古河公方足利成氏方として活躍していたとされ、大森氏は兄弟で分裂していたと思われる。
太田道灌の助力により、寛正5年（1464年）に道灌に従って上洛して義政の赦免を受け、文明10年（1478年）5月には相模国平塚城に籠った大森伊豆守（成頼とされる）を攻略。伊豆守が箱根山中に逃亡したことにより大森氏の再統一と大森氏当主の地位を手に入れた。小田原城入城もこの頃と考えられ、以後、上杉定正に仕え、太田道灌と共に定正を支える扇ヶ谷上杉家の重臣として活躍した。
小田原入城後は、その拠点化に努め、嘉吉元年（1441年）に早川に海蔵寺、文安2年（1445年）に久野に総世寺を建立し、大窪に津田織部忠正を招聘するなど、城下に町場や職能集団を形成するように努め、相模国西部の支配を確立させた。鎌倉の名僧玉隠とも交流があり、延徳元年（1489年）に箱根湯本に湯治に来た際には親しく交友し、玉隠は漢詩を詠んでいる。
太田道灌が暗殺された後に氏頼は第一の重臣として家中において重きをなし、長享の乱における実蒔原の戦い、菅谷原の戦い、高見原の戦いではいずれも「大森寄栖庵入道」として長尾景春らと並ぶ活躍が伝えられている。一方で古河公方・足利成氏と和議を結びながらすぐにこれを破棄するなど定正の政治手法は家臣の離反を招くようになる。氏頼は扇谷上杉家の今後に不安を抱き、「大森教訓状」と呼ばれる諫言状を定正に送ったとされている。
法華経に通じ、法名に「日昇」と入るなど日蓮宗との接点があるが、曹洞宗寺院を建立して手厚く保護し、箱根神社を中心とした古義真言宗、浄居寺を中心とした臨済宗とも関係を深めるなど宗教面において高い識見を有し、また領地経営に生かした。後に嫡男の実頼に小田原城を譲って自身は『寄栖庵』を名乗って岩原城を守った。
明応3年（1494年）死去。実頼には先立たれていたので家督は次男の藤頼が継いだ。